# Carol Joffe
Carol Joffe ist eine Szenenbildnerin.

## Leben
Joffe begann ihre Karriere im Filmstab 1979 als fachliche Beraterin für die Innenausstattung bei den Dreharbeiten zur Filmkomödie Die Chance seines Lebens. 1980 arbeitete sie bei Stardust Memories erstmals mit Woody Allen, der sie bis 1987 für fünf seiner Spielfilme engagierte. Für Allens Komödie Hannah und ihre Schwestern war sie gemeinsam mit Stuart Wurtzel 1991 erstmals für den Oscar in der Kategorie Bestes Szenenbild nominiert. Im darauf folgenden Jahr folgte die zweite Oscar-Nominierung für Allens Radio Days, diesmal zusammen mit Santo Loquasto, George DeTitta Jr., und Leslie Bloom.
Eine weitere langjährige Zusammenarbeit hatte sie mit Regisseur Alan J. Pakula; zwischen 1981 und 1990 arbeitete sie an fünf dessen Filmen, darunter Das Rollover-Komplott und Aus Mangel an Beweisen. Ihr letztes Filmengagement war die Frank-Oz-Komödie Was ist mit Bob? im Jahr 1990.

## Filmografie (Auswahl)
- 1979: Die Chance seines Lebens (Fast Break)
- 1980: Stardust Memories
- 1981: Arthur – Kein Kind von Traurigkeit (Arthur)
- 1981: Das Rollover-Komplott (Rollover)
- 1982: Eine Sommernachts-Sexkomödie (A Midsummer Night’s Sex Comedy)
- 1982: Sophies Entscheidung (Sophie's Choice)
- 1985: The Purple Rose of Cairo
- 1986: Hannah und ihre Schwestern (Hannah and her Sisters)
- 1987: Radio Days
- 1989: Zweites Glück (See You in the Morning)
- 1990: Aus Mangel an Beweisen (Presumed Innocent)
- 1991: Was ist mit Bob? (What About Bob?)

## Auszeichnungen (Auswahl)
- 1987: Oscar-Nominierung in der Kategorie Bestes Szenenbild für Hannah und ihre Schwestern
- 1988: Oscar-Nominierung in der Kategorie Bestes Szenenbild für Radio Days